# Cortaderia

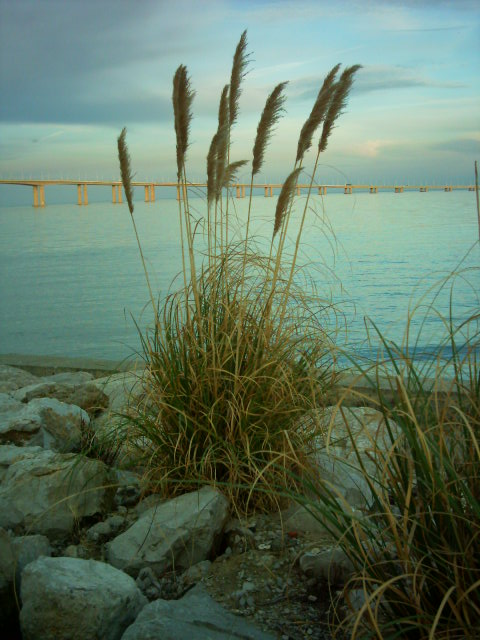
Erva-das-pampas crescendo subespontânea em Lisboa.

Stapf é um género botânico pertencente à família Poaceae, subfamília Danthonioideae, tribo Danthonieae. O gênero apresenta aproximadamente 35 espécies.
Ocorrem na Europa, África, Ásia, Australásia, Pacífico, América do Norte, América do Sul e Antárctica)(1).
Introduzida na Europa para fins ornamentais, a Cortaderia selloana (Erva-das-pampas) passou recentemente a subespontânea em Portugal, tornando-se uma preocupante praga vegetal.

## Sinônimo
- Moorea Lem. (SUH)

## Principais espécies
- Cortaderia fulvida
- Cortaderia jubata
- Cortaderia richardii
- Cortaderia rudiuscula
- Cortaderia selloana
- Cortaderia splendens
- Cortaderia toetoe

(Ver PPP-Index Lista completa.)